# Estructura algebraica

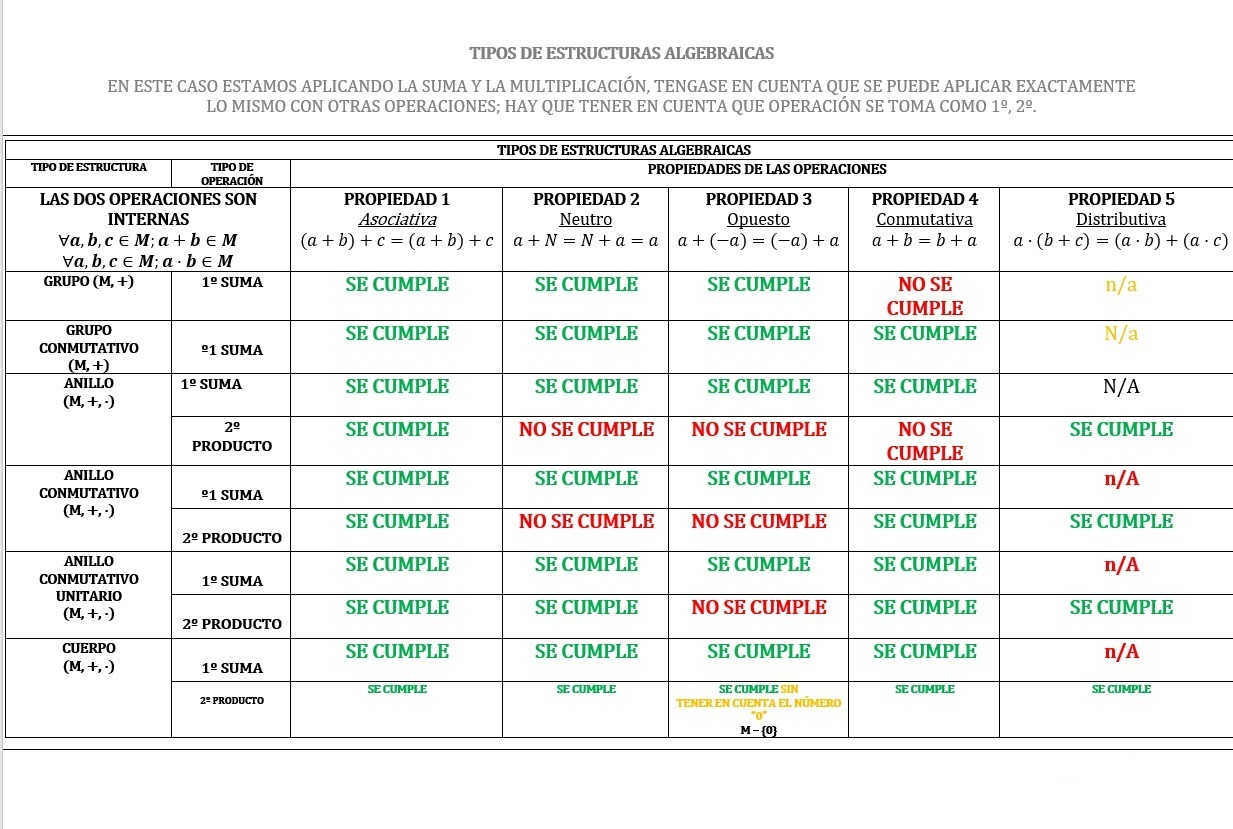
Aquí se definen las estructuras algebraicas más conocidas según la operación de suma y multiplicación

En álgebra abstracta, una estructura algebraica, también conocida como sistema algebraico, es una n-tupla (a1, a2, ..., an), donde a1 es un conjunto dado no vacío, y {a2, ..., an} un conjunto de operaciones aplicables a los elementos de dicho conjunto.

## Principales estructuras algebraicas
Las estructuras algebraicas se clasifican según las propiedades que cumplen las operaciones sobre el conjunto dado. En estructuras algebraicas más elaboradas, se definen además varias leyes de composición.
Con una ley de composición interna
- Magma
- Semigrupo
- Monoide
- Grupo
- Bucle
- Cuasigrupo

Con dos leyes de composición interna
- Semianillo
- Anillo
- Pseudoanillo
- Dominio de integridad
- Cuerpo
- Retículo (orden)
- Álgebra de Boole
- Álgebra de Heyting

Con leyes de composición interna y externa
- Módulo
- Espacio vectorial
- Álgebra sobre un cuerpo